# Eremophilus mutisii
Eremophilus mutisii är en fiskart som beskrevs av Humboldt, 1805. Eremophilus mutisii ingår i släktet Eremophilus och familjen Trichomycteridae. IUCN kategoriserar arten globalt som otillräckligt studerad. Inga underarter finns listade i Catalogue of Life.